# Le Fier Rebelle
 (avril 2021).
Si vous disposez d'ouvrages ou d'articles de référence ou si vous connaissez des sites web de qualité traitant du thème abordé ici, merci de compléter l'article en donnant les références utiles à sa vérifiabilité et en les liant à la section « Notes et références ».
Pour plus de détails, voir Fiche technique et Distribution.
Le Fier Rebelle (The Proud Rebel) est un western américain réalisé par Michael Curtiz, sorti en 1958.

## Synopsis
Dans une petite ville de l'Ouest américain, John Chandler consulte le docteur Enos Davis, pour son fils David qu'un choc traumatique a rendu muet. Le docteur, impuissant, le recommande à un confrère spécialisé. Quittant le cabinet médical, John est pris dans une rixe avec les fils de Harry Burleigh, éleveur de moutons. Traduit devant le tribunal, il échappe à la prison grâce à l'intervention de Linnett Moore, une veuve dirigeant seule sa ferme, qui recueille Chandler pour un « travail d'intérêt général ». Bientôt, l'opportunité se présente d'envoyer David consulter le spécialiste, mais l'argent manque et de plus, John est à nouveau confronté au clan Burleigh.

## Fiche technique
- Titre : Le Fier Rebelle
- Titre original : The Proud Rebel
- Réalisateur : Michael Curtiz
- Scénario : Joseph Petracca et Lillie Hayward, d'après une histoire de James Edward Grant
- Musique : Jerome Moross
- Photographie : Ted McCord
- Montage : Aaron Stell
- Directeur artistique : McClure Gapps
- Décors : Victor Gangelin
- Costumes : Mary Wills et Joseph King
- Producteur : Samuel Goldwyn Jr.
- Société de production : Formosa Productions
- Pays de production :  États-Unis
- Distribution : Buena Vista Film Distribution Company et Metro-Goldwyn-Mayer
- Genre : Western
- Format : Couleur (en Technicolor)
- Durée : 99 minutes
- Dates de sortie :
  - États-Unis : 28 mai 1958 première à Atlanta
  - États-Unis : 1er juillet 1958 New York

## Distribution
- Alan Ladd (VF : Paul-Émile Deiber) : John Chandler
- Olivia de Havilland : Linnett Moore
- Dean Jagger (VF : Pierre Morin) : Harry Burleigh
- David Ladd (en) : David Chandler
- Cecil Kellaway (VF : Camille Guérini) : le docteur Enos Davis
- James Westerfield (VF : Paul Bonifas) : Birm Bates
- Henry Hull (VF : Georges Chamarat) : le juge Morley
- Harry Dean Stanton (crédité Dean Stanton) (VF : Marc Cassot) : Jeff Burleigh
- Thomas Pittman : Tom Burleigh
- Eli Mintz : M. Gorman
- John Carradine (VF : Claude Peran) : le colporteur

## Commentaire
Ce western de facture classique reste relativement peu connu dans la filmographie de Michael Curtiz, qui retrouve pour la dernière fois Olivia de Havilland (après Capitaine Blood et Les Aventures de Robin des Bois entre autres...). Quant à Alan Ladd, il joue avec son propre fils, David Ladd. Et Harry Dean Stanton tourne là son troisième film.